# Daniel Sambo-Richter
Daniel Sambo-Richter (* 1966 in Görlitz als Daniel Richter) ist ein deutscher Maler und Bildhauer.

## Leben
Daniel Sambo-Richter wuchs in Cottbus in einer Künstlerfamilie auf. Sein Vater war der Schauspieler Martin Richter, seine Mutter Rita Richter, Leiterin eines in der DDR erfolgreichen Folkloreensemble.  Zeitgleich zu einer handwerklichen Ausbildung absolvierte er 1982–85 in Cottbus das Förderstudium für Malerei und Grafik der Hochschule für Bildende Künste Dresden bei Hans Scheuerecker und Uli Richter. Wegen des von ihm gestellten Ausreiseantrages und wohl auch aufgrund seiner Zugehörigkeit zur damaligen Punkszene in der DDR wurde seine Bewerbung zum Akademiestudium der Malerei im Jahr 1986 abgelehnt. Zu einer Einberufung zur Nationale Volksarmee kam es ebenfalls und vermutlich wegen seiner Beziehung zu seiner späteren Ehefrau, der Angolanischen Künstlerin Manuela Sambo, nicht. Im gleichen Jahr begann er seine künstlerische Laufbahn. 1994 erhielt er ein Stipendium der Käthe-Dorsch-Stiftung, Berlin. 1996 folgten Stipendium und Arbeitsaufenthalt der Sparkassen-Kulturstiftung Hessen-Thüringen am Künstlerhaus Willingshausen; zudem wurde er 1996 mit dem Kunstpreis des Landes Brandenburg ausgezeichnet. 1998 erhielt er ein Arbeitsstipendium der Stiftung Kulturfonds Berlin. 2000 folgten Stipendium und Arbeitsaufenthalt am Bemis Center for Contemporary Arts, Omaha, Nebraska/USA, sowie ein weiteres Arbeitsstipendium des Landes Brandenburg.

## Werk
In den 1990er Jahren galt Sambo-Richters Aufmerksamkeit der abstrakten Kunst in Zeichnungen und Lackbildern, aber auch raumgreifenden Installationen. Seit ca. 2005 wandte er sich mit umfangreichen Serien fiktiver Bildnisse zunehmend der figurativen Malerei zu. Insbesondere in seinen Porträtserien, eröffnet er – wie in einer Zeitreise – einen scheinbar zeitgenössischen Blick auf Persönlichkeiten der dreißiger Jahre, darunter seinen eigenen Großvater, den Widerstands-Pfarrer Paul Richter, der im Konzentrationslager Dachau ums Leben kam. Dem Thema des Totalitarismus nähert sich Sambo-Richter dabei durchaus ambivalent und in mitunter verstörender Weise, wie in der Porträtierung der von den Nazis (und weit über ihre Kreise hinaus) bewunderten Leni Riefenstahl oder der von ihnen ermordeten „Ikone“ des deutschen Widerstands, Claus Schenk Graf von Stauffenberg. Dadurch angeregt, beginnt er nachfolgend am Komplex des kriegerischen Menschen zu arbeiten. Umfangreiche Serien mit Darstellungen von Soldaten, Militärs, Kindersoldaten sowie Kriegskrankenschwestern bestimmen seine Arbeit bis heute. Parallel dazu arbeitet er mit dem klassischen Sujet der Landschaftsmalerei, welche er jedoch als Spiegel eines seelisch/psychologischen Abbildes menschlicher Gesellschaft versteht. Brennende Wälder zeichnen seine Landschaften ebenso aus, wie schmelzende Gletscher und Eisberge. Dem Thema diktatorischer Machtstrukturen widmet er sich unter anderem in der Serie Generalsekretär, einer zeichnerischen Auseinandersetzung mit dem Staatsoberhaupt der DDR Erich Honecker. Macht, Ohnmacht und Opportunismus sind auch hier die zentralen Themen seiner künstlerischen Arbeit.

## Arbeiten im öffentlichen Besitz
- Deutscher Bundestag
- Residenz des Ständigen Vertreters der Bundesrepublik Deutschland bei den Vereinten Nationen, New York
- Brandenburgisches Landesmuseum für Moderne Kunst, Cottbus/Frankfurt (Oder)
- ZAK - Zentrum für aktuelle Kunst / Zitadelle Spandau
- Potsdam Museum, Sammlung Dr. Wilhelm Neufeld
- National Museum of Montenegro
- Sparkassen-Kulturstiftung Hessen-Thüringen, Frankfurt (Main)
- Deutsche Kreditbank AG, Berlin und Cottbus
- Vattenfall Europe Mining AG
- Finanzgericht des Landes Brandenburg
- Bemis Center for Contemporary Arts, Omaha, Nebraska/USA
- Internationales Begegnungszentrums der Wissenschaft, Cottbus
- Envia, Cottbus
- VBEW München
- AMI Group, Omaha, Nebraska/USA
- ENSA, Luanda, Angola
- Nossa Seguros, Luanda, Angola
- Fachhochschule Eberswalde
- Kreiskrankenhaus Nauen
- Eichamt Potsdam
- Graphothek Berlin

## Einzelausstellungen
- 2025: ICONS, Redbud Arts Center, Houston, Texas/USA
- 2023: Bienenkönig, Kunstverein Schwetzingen / Orangerie, Schloss Schwetzingen
  - The Fate of the Orchids, Galerie Sara Lily Perez, Berlin
- 2022: Orange over White, Kunstverein Viernheim, Viernheim
- 2021: Galerie Kristine Hamann, Wismar
- 2020: Orange over White, Zentrum für Aktuelle Kunst / Zitadelle Spandau, Berlin
  - In Flammen, Richard-Wagner-Stätten Graupa, Pirna
  - Eroberung des Raumes, Museum Reinickendorf, Berlin
- 2018: XEROS, Galerie Schadow, Berlin
- 2017: Freier Fall, Galerie Joost van Mar, Rostock/Warnemünde
- 2016: Grundeis, mit Rainer Gottemeier, Kunstverein Tiergarten / Galerie Nord, Berlin
- 2015: SMOKE, National Museum Of Montenegro
- 2014: #ICARUS, German Consulat General, New York
- 2013: NEUZEIT, Waschhaus Kunstraum Potsdam
- 2012: Magnetfeld, Galerie Listros, Berlin
- 2011: Horizontes, Teatro Elinga, Luanda, Angola
- 2009: Malerei, Vattenfall-Verwaltungsgebäude, Cottbus, 19. Mai–21. Juli 2009
  - Impakt, Galerie Emerson, Berlin, Vernissage am 13. März 2009
- 2008: German Fragments II, Galerie Rowland Kutschera, Berlin
  - German Fragments, 84 GHz, München
- 2007: REAL, German House Gallery, New York		
  - Neue Arbeiten, Galerie Sonntag, Cottbus
- 2006: Hysteria, Inter-Galerie, Potsdam
- 2004: Porträts, Waschhaus, Potsdam, mit Joachim Schmid
- 2003: Daniel Sambo-Richter, Kunstraum GLüCK 21, Berlin
- 2002: Daniel Sambo-Richter, Instituto Camões, Luanda, Angola
- 2001: Zwischen-Durch, mit Jo Achermann, Brandenburgische Kunstsammlungen Cottbus
- 2000: Parallelen, Kunstverein Gifhorn
  - Daniel Sambo-Richter, Bemis Center for Contemporary Arts, Omaha, Nebraska/USA
  - EXIT 554, Sperl Galerie, Potsdam
- 1999: Daniel Sambo-Richter, Galerie am Marktschlößchen, Halle/Saale
- 1998: Daniel Sambo-Richter, Galerie Jörk Rothamel, Erfurt
  - Schein-Schatten, Waschhaus, Potsdam
- 1997: Obstaculum, Galerie am Wasserturm, Berlin
- 1996: Bardo, mit Ralf Spadt, Galerie im Staudenhof, Potsdam
  - Daniel Sambo-Richter, Gerhardt-von-Reutern-Haus, Willingshausen
  - Preisträger für Bildende Kunst des Landes Brandenburg, Kunstfabrik, Potsdam
- 1995: Goldhimmel, Galerie am Wasserturm, Berlin
- 1992: Metamorphosen, Galerie Trapez, Potsdam
  - HAHN, Galerie Haus 23, Cottbus
- 1990: Daniel Sambo-Richter, Galerie Haus 23, Cottbus
  - Sandbilder, Galerie Stöckart, Leipzig
- 1987: Daniel Sambo-Richter, Wohnungsgalerie Böttcher, Berlin